# 新烏龍院之笑鬧江湖
《新烏龍院之笑鬧江湖 》（英語：Oolong Courtyard）是由福建恆業影業有限公司出品的功夫喜劇電影，由朱延平執導，由王寧、王智、吳孟達、孔連順、郝劭文等主演。本片於2018年8月17日在中國大陸上映，卻無緣在台灣上映 

## 劇情
取材自敖幼祥的經典漫畫IP《烏龍院》。講述了烏龍院又到新一年招生季，一心想要當壞人的阿威和想要「學壞」的程明星潛入到烏龍院，想要偷師學藝並肩負秘密使命。二人為了騙取了長眉師父的信任，與小文師兄、大師兄、陽光 、「蛇蠍美人小師姐」蕊蕊等一眾徒弟在烏龍院內發生了一系列啼笑皆非的烏龍囧事，隨著神祕女子的出現，鬥智鬥勇的荒唐囧事也即將發生。

## 演員
- 吳孟達 飾 長眉大師
- 梁超 飾 大師兄(阿亮)
- 李欣蕊 飾 蕊蕊
- 張峻豪 飾 陽光
- 曾志偉 飾 爆哥
- 張子棟 飾 凸哥
- 王寧 飾 阿威
- 孔連順 飾 程明星
- 王智 飾 陳露西
- 今井龍星 飾 小武癡
- 宋小寶 飾 寶師父
- 郝劭文 飾 小文
- 葉全真 飾 小紅
- 阿達 飾 東瀛忍者之一
- 張立威 飾 東瀛忍者之一

## 外部連結
- 互联网电影数据库（IMDb）上《新烏龍院之笑鬧江湖》的资料（英文）
- Box Office Mojo上《新烏龍院之笑鬧江湖》的資料（英文）
- 爛番茄上《新烏龍院之笑鬧江湖》的資料（英文）
- 開眼電影網上《新烏龍院之笑鬧江湖》的資料（繁體中文）
- 豆瓣电影上《新烏龍院之笑鬧江湖》的資料 （简体中文）
- 时光网上《新烏龍院之笑鬧江湖》的資料（简体中文）